# Samorząd Regionu Matte Jehuda
Samorząd Regionu Matte Jehuda (hebr. מועצה אזורית מטה יהודה) – samorząd regionu położony w Dystrykcie Jerozolimy, w Izraelu.
Samorządowi podlegają tereny przy głównej drodze z Jerozolimy do Tel Awiwu.

## Osiedla
Na terenach o powierzchni 520 km² mieszka około 33 400 ludzi. Znajduje się tutaj 8 kibuców, 41 moszawów i 15 wiosek.

### Kibuce
| - Harel - Ma’ale ha-Chamisza - Nachszon - Netiw ha-Lamed-He | - Kirjat Anawim - Ramat Rachel - Cora - Cowa |

### Moszawy
| - Adderet - Agur - Amminadaw - Awi’ezer - Bar Gijjora - Bekoa - Bet Me’ir - Bet Nekofa - Bet Zajit - Cafririm - Celafon - Eszta’ol - Ewen Sappir - Gefen - Giwat Je’arim - Giwat Jeszajahu - Jad ha-Szemona - Jiszi - Kefar Urijja - Kesalon - Luzit | - Machseja - Matta - Mesillat Cijjon - Mewo Betar - Nacham - Nechusza - Nes Harim - Newe Ilan - Newe Micha’el - Ora - Ramat Razi’el - Sedot Micha - Szo’ewa - Szoresz - Tal Szachar - Ta’oz - Tarum - Tirosz - Zanoach - Zecharja |

### Wioski
| - Ajn Nakkuba - Ajn Rafa - Cur Hadassa - Dajr Rafat - En Karem - Etanim - Giwat Szemesz - Gizo | - Jedida - Kefar ha-No’ar Kirjat Je’arim - Kefar Zoharim - Moca Illit - Nataf - Newe Szalom - Serigim |